# Phaulacridium vittatum
Phaulacridium vittatum är en insektsart som först beskrevs av Sjöstedt 1920.  Phaulacridium vittatum ingår i släktet Phaulacridium och familjen gräshoppor. Inga underarter finns listade i Catalogue of Life.

## Bildgalleri

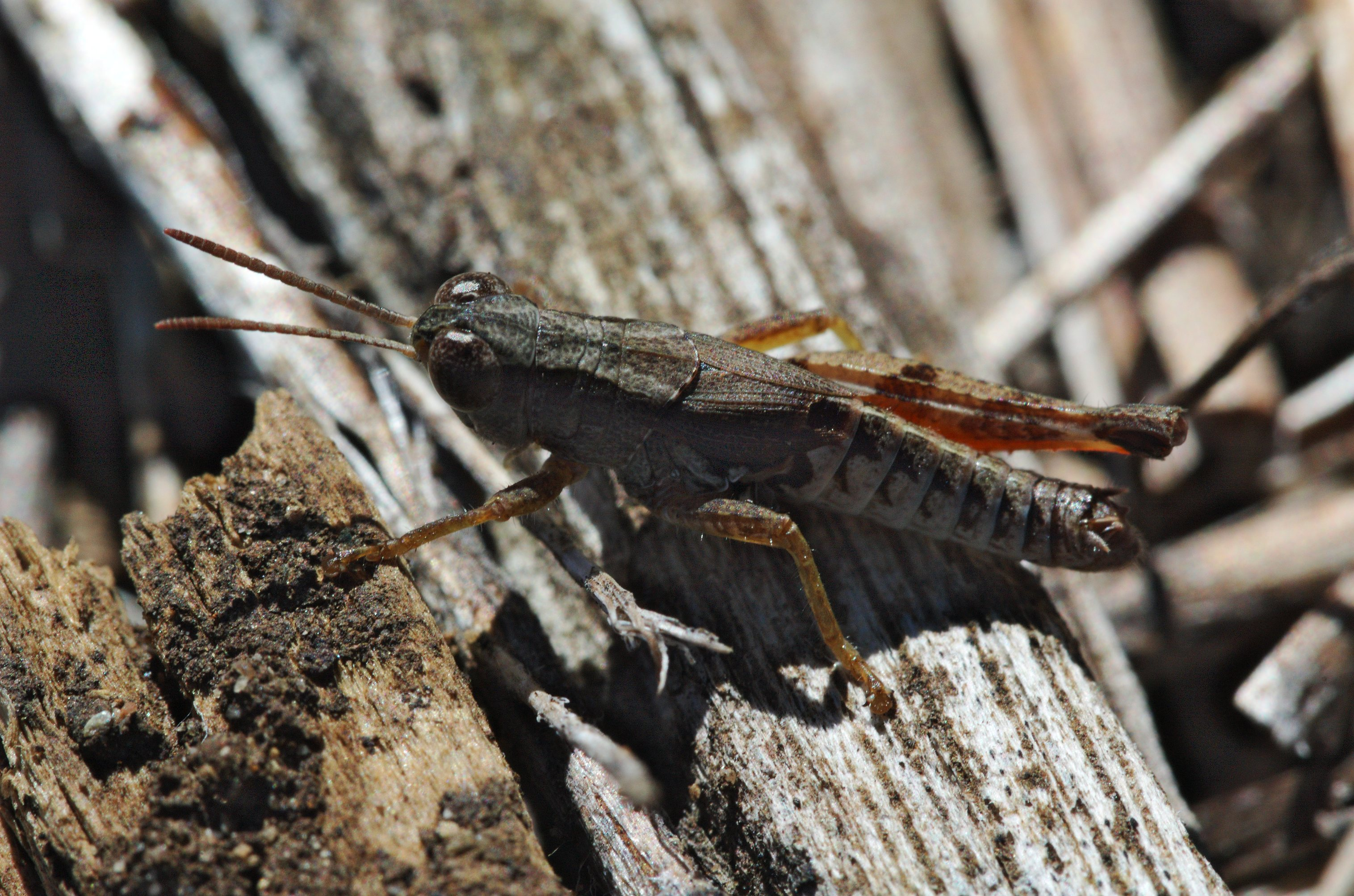
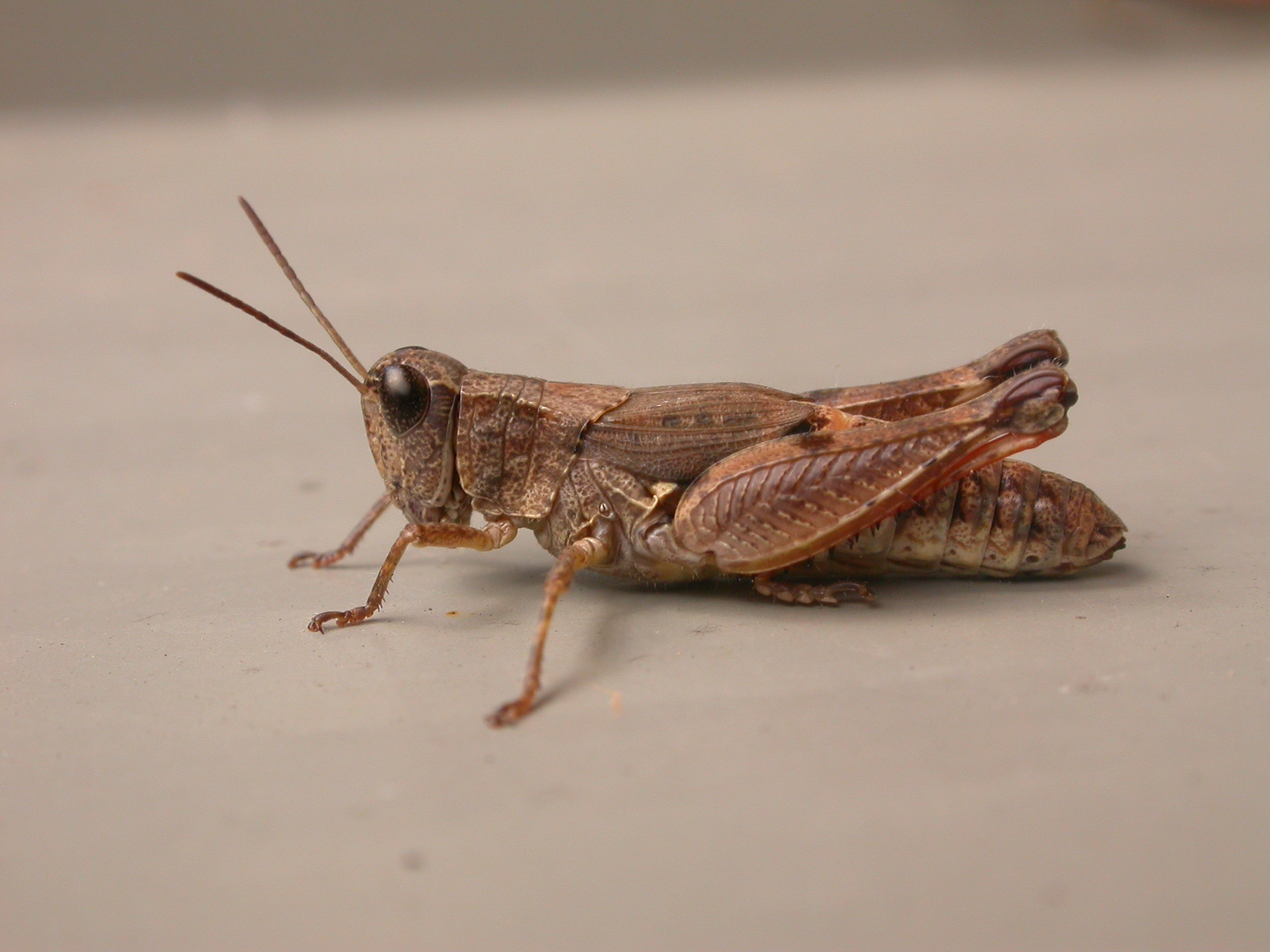
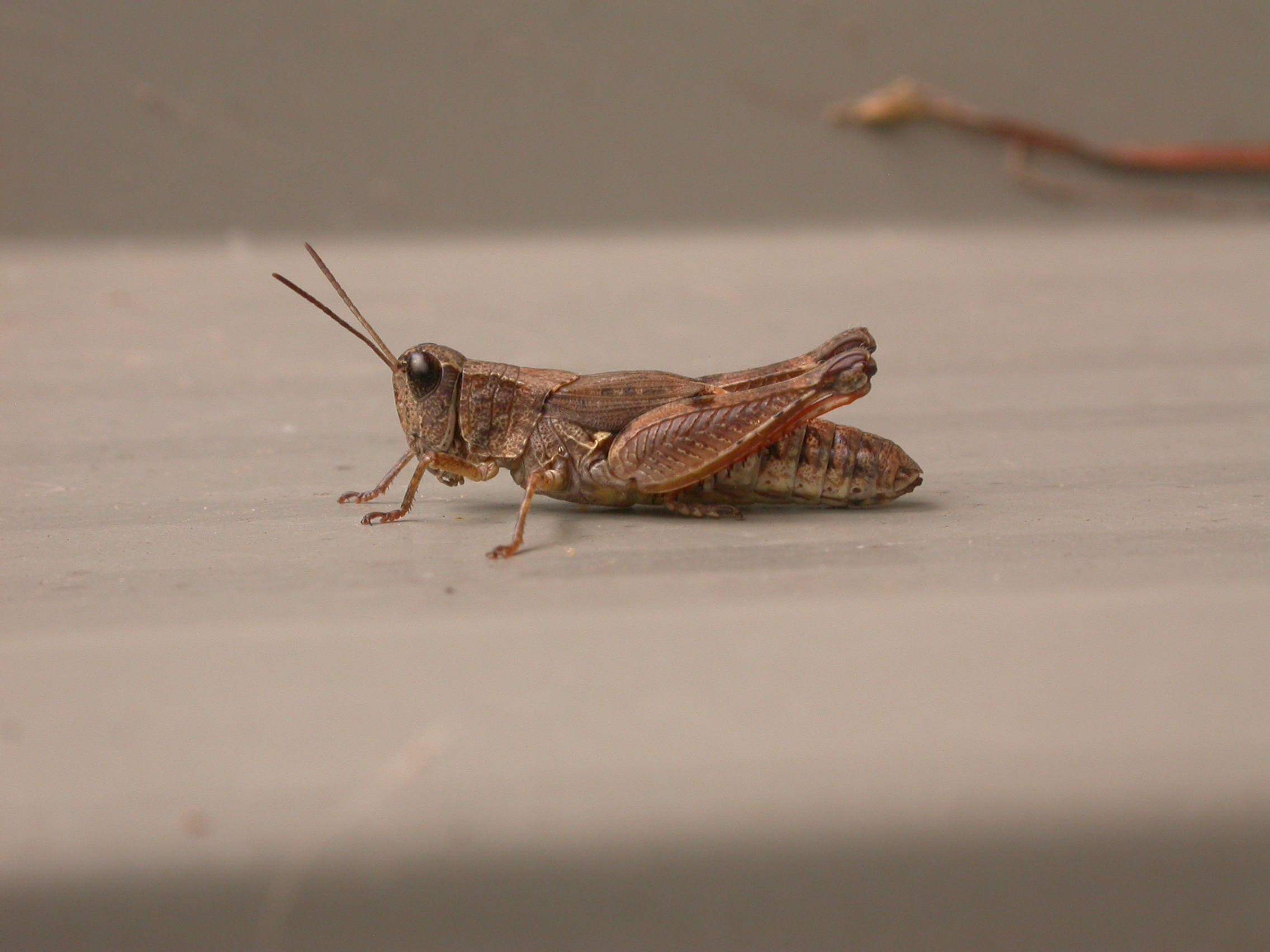